# Groupe Octobre
De theatergroep Groupe Octobre was een Frans agitprop-theatergezelschap dat in de jaren dertig actief was. 

## 1932-1936 arbeiderstheater
De groep ontstond uit een splitsing in een groep die arbeiderstheater opvoerde, Prémices. Een groep acteurs vond dat de politieke strijd in Prémices steeds meer het onderspit moet delven, en vormde samen met Jacques Prévert een nieuwe groep, genaamd Octobre. De naam is afgeleid van de Russische Oktoberrevolutie. Het gezelschap speelde op politieke bijeenkomsten, op straat, in fabrieken die in staking waren. Groupe Octobre speelde vooral korte stukken, die waren bedoeld om marxistische ideeën over te dragen. 
Beïnvloed door het agitproptheater van Erwin Piscator, begon Prévert met het schrijven van stukken waarin hij de gevestigde orde aanklaagde, de bourgeoisie belachelijk maakte, en karikaturen neerzette van politici en grootindustriëlen. 
In 1935 speelde de groep tijdens de stakingen in de grote Parijse warenhuizen. Ze stelden hun geëngageerde volkstheater tegenover dat van de bourgeoisie. 
Met de vertoning van La Bataille de Fontenoy veroverde de groep in 1933 de eerste prijs op de Olympiade van het arbeiderstheater in Moskou. Het stuk bestond deels uit echte citaten uit de mond van politici zoals Paul Déroulède, Joseph Joffre, Édouard Herriot et Raymond Poincaré, waarbij Prévert liet zien hoe betekenisloos en leeg de woorden van de politieke leiders waren, en hoezeer bedoeld om te manipuleren.
Toen Prévert zag dat de Franse communistische beweging in de loop van de jaren dertig hoe langer hoe nationalistischer werd keerde hij zich af van de partij. Na de overwinning van het Front populaire werd de Groupe Octobre opgeheven, niet alleen vanwege politieke meningsverschillen maar ook vanwege persoonlijke conflicten en gebrek aan geld. 

## leden van de Groupe Octobre
- Jacques Prévert
- Pierre Prévert
- Raymond Bussières
- Sylvia Bataille
- Maurice Baquet
- Paul Grimault
- Lou Bonin
- Margot Capelier
- Jacques Bernard Brunius
- Roger Blin
- Marcel Duhamel
- Sylvain Itkine
- Jean Dasté
- Guy Decomble
- Jean-Louis Barrault
- Lazare Fuschmann
- Suzanne Montel
- Yves Allégret
- Fabien Loris
- Marcel Mouloudji
- Jean-Paul Le Chanois
- Jean Aurenche
- Paul Frankeur